# Arosbröderna
Arosbröderna grundades 1902 och är, enligt egen utsago, Sveriges äldsta skolförening. Föreningen verkar i Stockholm och Västerås. Syftet är att sammanföra tidigare elever vid Västerås högre allmänna läroverk, nuvarande Rudbeckianska gymnasiet, och stödja elever i Rudbeckianska och V-Dala nation i Uppsala bland annat genom stipendier, samt att befrämja kunskapen om hembygden.